# Seznam vrcholů v Rakovnické pahorkatině

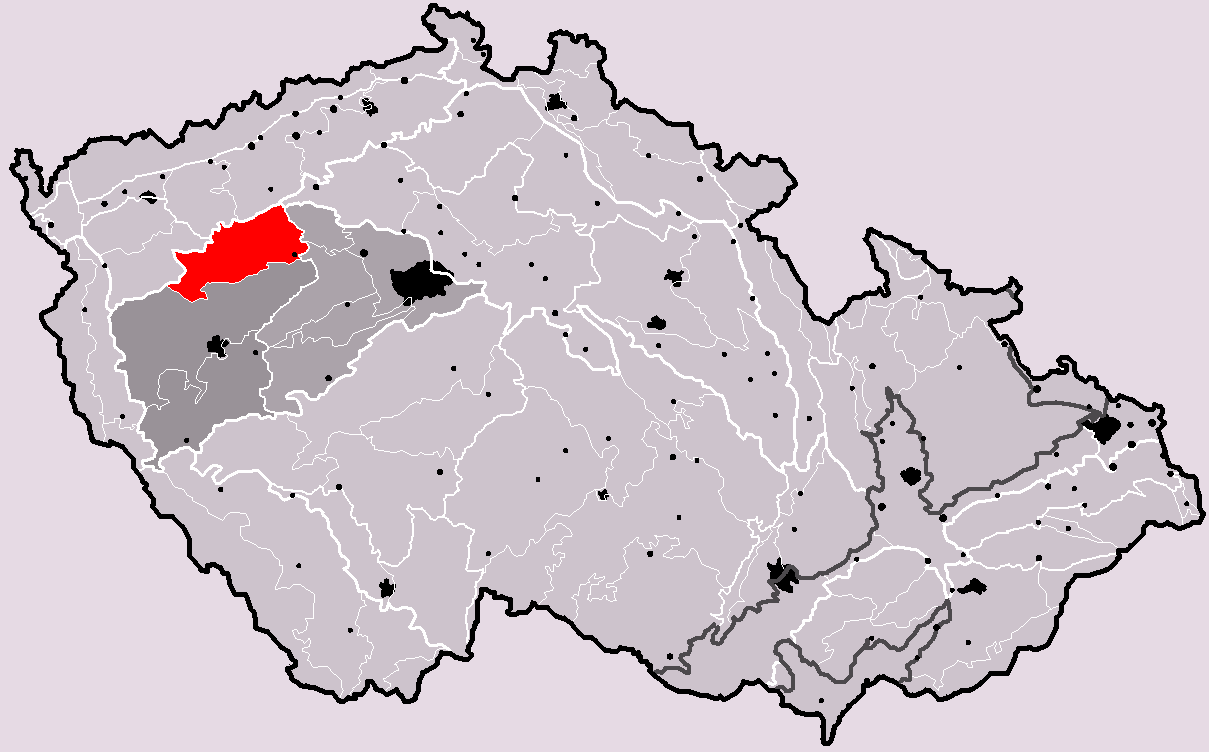
Rakovnická pahorkatina na mapě České republiky

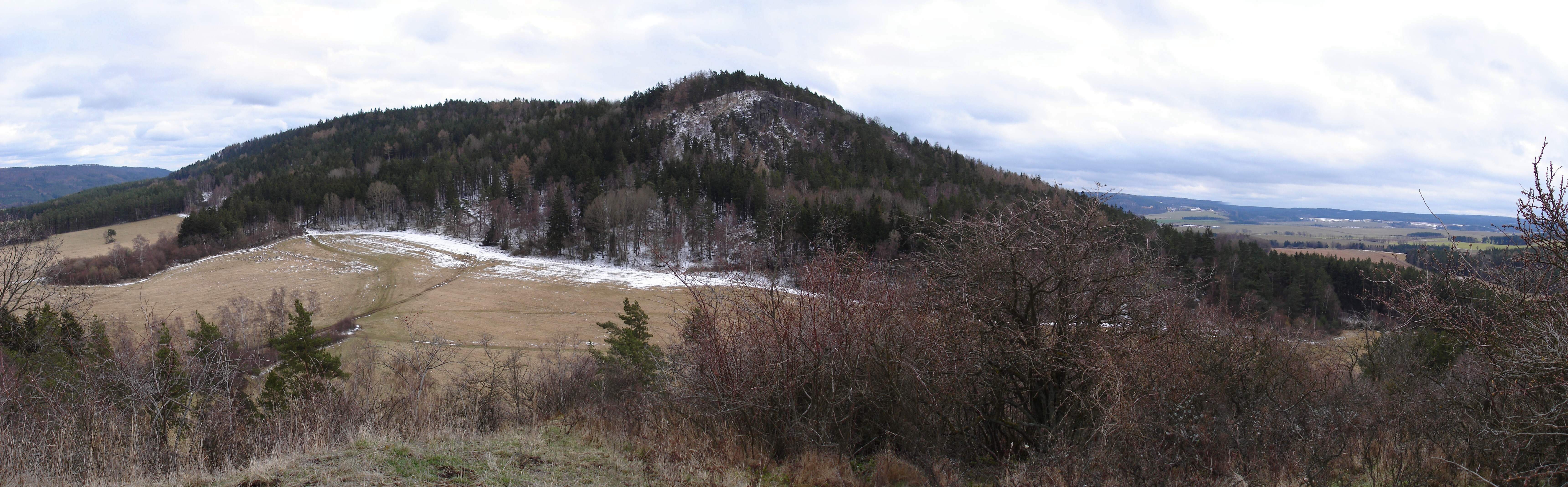
Kozelka (660 m)

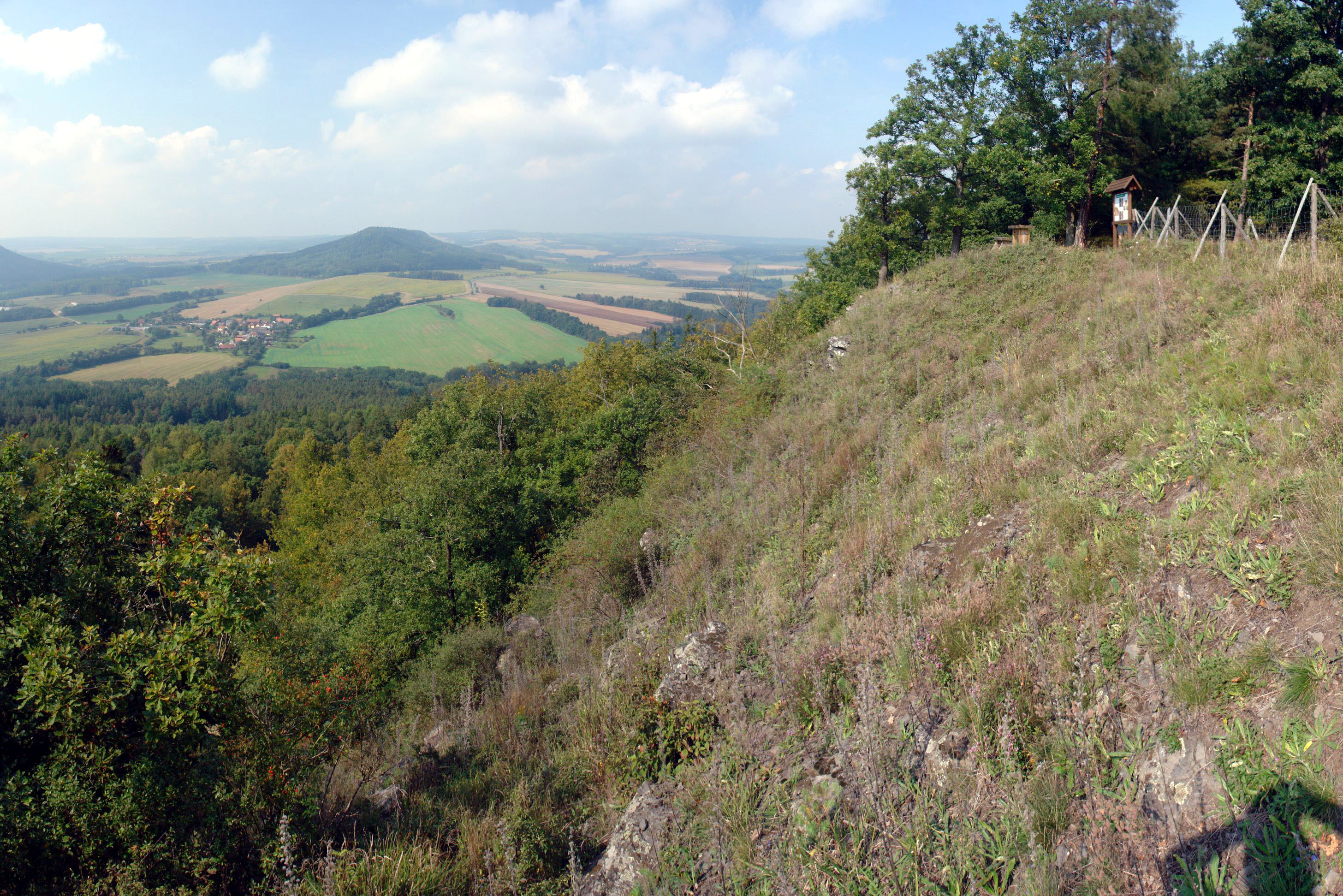
Chlumská hora (651 m)

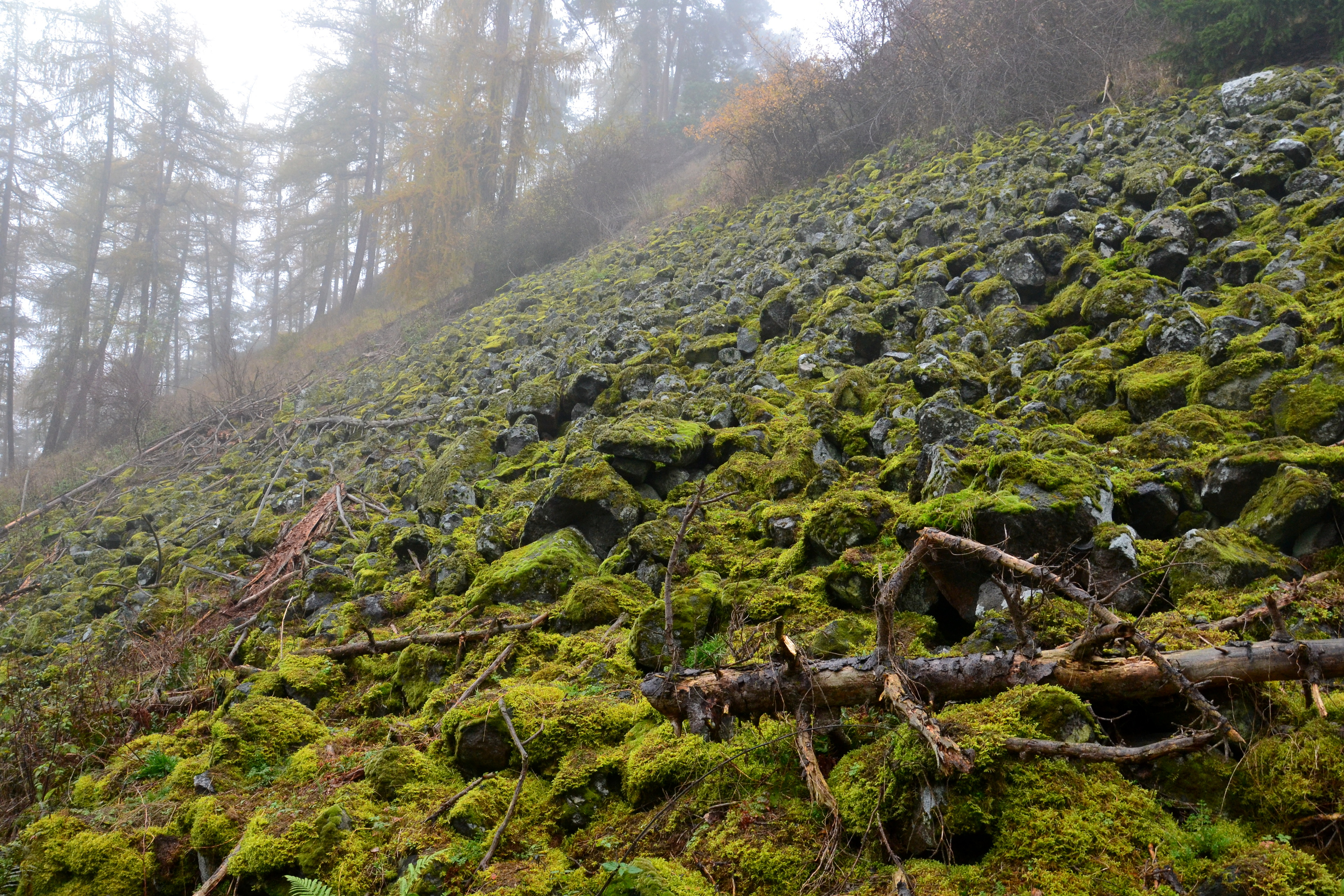
Špičák (611 m)

Seznam vrcholů v Rakovnické pahorkatině obsahuje pojmenované rakovnické vrcholy s nadmořskou výškou nad 600 m a dále všechny vrcholy s prominencí (relativní výškou) nad 100 m. Seznam je založen na údajích dostupných na stránkách Mapy.cz. Jako hranice pohoří byla uvažována hranice stejnojmenného geomorfologického celku.

## Seznam vrcholů podle výšky
Seznam vrcholů podle výšky obsahuje všechny pojmenované vrcholy s nadmořskou výškou nad 600 m. Celkem jich je 23, z toho 7 s výškou nad 650 m. Nejvyšší horou je Lišák s nadmořskou výškou 677 m, který se nachází v geomorfologickém okrsku Lomská vrchovina.
| #   | Vrchol            | Výška m n. m. | Souřadnice                       | Okrsek                   | Přístup                       |
| --- | ----------------- | ------------- | -------------------------------- | ------------------------ | ----------------------------- |
| 1.  | Lišák             | 677           | 49°55′33″ s. š., 13°05′54″ v. d. | Lomská vrchovina         | neznačeno                     |
| 2.  | Zbraslavský vrch  | 675           | 50°01′30″ s. š., 13°08′15″ v. d. | Manětínská kotlina       | červená turistická značka     |
| 3.  | Kozelka           | 660           | 49°59′40″ s. š., 13°09′29″ v. d. | Manětínská kotlina       | červená turistická značka     |
| 4.  | Doubravický vrch  | 659           | 49°59′43″ s. š., 13°09′57″ v. d. | Manětínská kotlina       | neznačeno                     |
| 5.  | Velká Mýť         | 658           | 49°56′43″ s. š., 13°11′16″ v. d. | Lomská vrchovina         | žlutá turistická značka       |
| 6.  | Lom               | 657           | 49°56′11″ s. š., 13°12′13″ v. d. | Lomská vrchovina         | neznačeno                     |
| 7.  | Chlumská hora     | 651           | 50°00′32″ s. š., 13°12′15″ v. d. | Lomská vrchovina         | zelená turistická značka      |
| 8.  | Kanešův kopec     | 633           | 50°05′14″ s. š., 13°20′27″ v. d. | Rabštejnská pahorkatina  | neznačeno                     |
| 9.  | Plachtínská stráň | 622           | 49°57′09″ s. š., 13°09′51″ v. d. | Lomská vrchovina         | neznačeno                     |
| 10. | Čertův vrch       | 622           | 49°55′26″ s. š., 13°10′07″ v. d. | Lomská vrchovina         | neznačeno                     |
| 11. | Žebrák            | 620           | 50°04′54″ s. š., 13°20′54″ v. d. | Rabštejnská pahorkatina  | neznačeno                     |
| 12. | Umíř              | 616           | 49°56′13″ s. š., 13°08′10″ v. d. | Lomská vrchovina         | žlutá turistická značka       |
| 13. | Špičák            | 611           | 49°58′49″ s. š., 13°10′38″ v. d. | Lomská vrchovina         | místnímodrá turistická značka |
| 14. | Vysoký vrch       | 609           | 49°58′11″ s. š., 13°10′28″ v. d. | Lomská vrchovina         | neznačeno                     |
| 15. | Chrutisko         | 607           | 50°03′50″ s. š., 13°15′18″ v. d. | Rabštejnská pahorkatina  | neznačeno                     |
| 16. | Kočičí vrch       | 606           | 50°03′59″ s. š., 13°19′08″ v. d. | Rabštejnská pahorkatina  | neznačeno                     |
| 17. | Lhotský vrch      | 606           | 50°02′36″ s. š., 13°28′30″ v. d. | Petrohradská pahorkatina | neznačeno                     |
| 18. | Prašivý vrch      | 606           | 49°54′48″ s. š., 13°12′21″ v. d. | Lomská vrchovina         | neznačeno                     |
| 19. | Malý Špičák       | 605           | 49°54′07″ s. š., 13°09′26″ v. d. | Lomská vrchovina         | neznačeno                     |
| 20. | Nad myslivnou     | 604           | 50°03′12″ s. š., 13°19′52″ v. d. | Rabštejnská pahorkatina  | žlutá turistická značka       |
| 21. | Plavečský vrch    | 603           | 50°04′30″ s. š., 13°30′10″ v. d. | Petrohradská pahorkatina | neznačeno                     |
| 22. | Horka             | 601           | 50°05′49″ s. š., 13°18′05″ v. d. | Rabštejnská pahorkatina  | neznačeno                     |
| 23. | Nad Střelou       | 601           | 50°05′21″ s. š., 13°15′32″ v. d. | Rabštejnská pahorkatina  | neznačeno                     |

## Seznam vrcholů podle prominence
Seznam vrcholů podle prominence obsahuje všechny rakovnické vrcholy s prominencí (relativní výškou) nad 100 m bez ohledu na nadmořskou výšku. Celkem jsou 4. Nejprominentnějším vrcholem je Kanešův kopec (125 m) v geomorfologickém okrsku Rabštejnská pahorkatina.
| #  | Vrchol        | Výška m n. m. | Promi- nence | Izolace (km)           | Souřadnice                       | Přístup                   |
| -- | ------------- | ------------- | ------------ | ---------------------- | -------------------------------- | ------------------------- |
| 1. | Kanešův kopec | 633           | 125          | 8,9 → Vladař           | 50°05′14″ s. š., 13°20′27″ v. d. | neznačeno                 |
| 2. | Kozelka       | 660           | 124          | 3,7 → Zbraslavský vrch | 49°59′40″ s. š., 13°09′29″ v. d. | červená turistická značka |
| 3. | Lhotský vrch  | 606           | 121          | 9,7 → Žebrák           | 50°02′36″ s. š., 13°28′30″ v. d. | neznačeno                 |
| 4. | Chlumská hora | 651           | 118          | 2,9 → Doubravický vrch | 50°00′32″ s. š., 13°12′15″ v. d. | zelená turistická značka  |